# Classe Admiral Gorshkov
A classe Admiral Gorshkov, designação russa Projeto 22350 para a versão original e atualizada armada com 16 e 32 células VLS respectivamente, é a mais nova classe de fragatas sendo construída pelo Severnaya Verf em São Petersburgo para a Marinha Russa com um custo de $ 250 milhões. O Projeto 22350 foi projetado pelo Severnoye Design Bureau e incorpora o uso de tecnologia furtiva. Em agosto de 2020, dez navios foram encomendados para entrega até 2027. O navio líder da classe, Admiral Flota Sovetskogo Soyuza Gorshkov, foi comissionado em 28 de julho de 2018.

## História
O projeto do navio, desenvolvido pelo Severnoye PKB (Northern Design Bureau) FSUE em São Petersburgo, foi aprovado pelo Comando Naval em julho de 2003. O plano é substituir totalmente as antigas classes Neustrashimyy e Krivak em quatro frotas russas.
O navio líder, Almirante Gorshkov ou seu nome completo - Almirante da Frota da União Soviética Gorshkov, foi lançado em 1º de fevereiro de 2006 no estaleiro Severnaya Verf em São Petersburgo. No final de outubro de 2008, o vice-primeiro-ministro russo, Sergei Ivanov, disse que a construção oportuna de navios de combate é uma tarefa prioritária para a indústria de construção naval da Rússia e anunciou que o primeiro navio da classe estaria pronto em 2011. A data de conclusão do navio principal foi inicialmente prevista para 2009, mas foi posteriormente adiada, assim como a data de comissionamento.
Em 24 de junho de 2009, durante a Exposição Naval Internacional "МВМС-IMDS 2009", o Comandante em Chefe da Marinha Russa, Almirante Vladimir Vysotsky, anunciou que a produção de uma segunda fragata da classe Admiral Gorshkov começaria em Severnaya Verf até o final do ano. Em novembro de 2009, o estaleiro Severnaya Verf anunciou que iniciaria a construção do segundo navio da classe em 26 de novembro, denominado Almirante Kasatonov. O navio foi lançado em uma cerimônia com a presença de representantes da Marinha Russa, da administração de São Petersburgo e do almirante Igor Kasatonov - filho do homônimo do navio, Vladimir Kasatonov. Em dezembro de 2014, um motor do Admiral Kasatonov foi transferido para o Admiral Gorshkov.
A primeira fragata foi lançada para fora da doca de lançamento em 29 de outubro de 2010. O navio estava apenas 40 por cento completo e então começou a ser equipado. Nesse ponto, os principais equipamentos e sistemas mecânicos que fornecem lançamento seguro foram instalados, incluindo uma usina de turbina combinada a diesel e gás (CODAG), conjuntos de engrenagens, eixos e parafusos de acionamento e instalações de fornecimento de energia elétrica. Outros trabalhos foram realizados no cais de montagem do estaleiro. 
A Marinha Russa estabeleceu um requisito para 20 a 30 desses navios. O estaleiro Severnaya Verf anunciou até agora ter recebido pedidos de seis unidades. De acordo com o vice-comandante de armamento da Marinha Russa, vice-almirante Viktor Bursuk, a Marinha Russa precisa de nada menos que 15 dessas fragatas em versões básicas e atualizadas.
Em agosto de 2012, o estaleiro recebeu empréstimos no valor de RUB16,23 bilhões (US$ 510 milhões) do banco estatal Sberbank para viabilizar o projeto de construção da fragata.
Os dois primeiros navios da classe têm turbinas a gás da Zorya-Mashproekt na Ucrânia. Após a crise da Criméia de 2014, a indústria ucraniana recusou-se a fornecer tecnologia militar à Rússia. Como resultado, a NPO Saturn foi contratada para projetar motores nativos. As previsões iniciais esperavam que esses novos motores estivessem disponíveis em 2017–18, permitindo que os navios fossem comissionados a partir de 2020; no entanto, após a intervenção do governo russo, o plano foi antecipado. Em novembro de 2020, foi anunciado que a United Engine Corporation havia iniciado a entrega da usina de energia diesel-gás DGTA M55R, que seria instalada em fragatas da classe começando com o Almirante Isakov.
A primeira fragata da classe, Admiral Flota Sovetskogo Soyuza Gorshkov, foi comissionada em 28 de julho de 2018.
O teste de estado do sistema de mísseis de defesa aérea de alcance de 150 km (93 mi) Poliment-Redut de navio russo com um radar phased array para as fragatas da série 22350 foi concluído, anunciou o comandante-em-chefe da Marinha Russa, almirante Vladimir Korolev, em fevereiro 2019.
Em fevereiro de 2019, a Admiral Flota Sovetskogo Soyuza Gorshkov e a Admiral Floto Kasatonov foram equipadas com uma versão naval do novo sistema de contramedidas eletro-ópticas 5P-42 Filin. O Filin dispara um feixe semelhante a uma luz estroboscópica que afeta a visão dos combatentes inimigos, tornando mais difícil para eles mirar à noite. Durante o teste, os voluntários teriam usado rifles e armas para atirar em alvos protegidos pelo sistema e relataram ter problemas para mirar porque não podiam ver. Além disso, cerca de metade dos voluntários disseram que se sentiam tontos, enjoados e desorientados. Cerca de 20 por cento dos voluntários relataram alucinações.
Em 23 de abril de 2019, duas fragatas modificadas do Projeto 22350, Almirante Amelko e Almirante Chichagov, foram lançadas em Severnaya Verf em São Petersburgo durante uma cerimônia com a presença do presidente russo Vladimir Putin. Foi relatado que eles seriam equipados com 24 células VLS para mísseis de cruzeiro Kalibr, Oniks ou Zircon, em oposição às 16 células VLS instaladas nas quatro primeiras fragatas da classe. Sua entrega à Marinha Russa está prevista para 2023/24 e 2025, respectivamente. Em 2021, foi relatado que a intenção era realmente encaixar 32 células VLS versáteis 3S-14 embarcadas no Almirante Amelko, Almirante Chichagove navios subsequentes. Isso ficou para ser confirmado. Em 2020, foi indicado que três navios seriam designados para a Frota do Norte, três para a Frota do Pacífico e dois para a Frota do Mar Negro. Um novo contrato para duas fragatas adicionais da classe foi anunciado no fórum Army-2020, aumentando o número de fragatas projetadas nas Frotas do Norte e do Pacífico para quatro navios cada.
Em 30 de dezembro de 2020, foi relatado que a fragata Almirante Kasatonov concluiu com sucesso os testes de aceitação do complexo de mísseis antissubmarinos Otvet.
Em 30 de dezembro de 2021, foi noticiado que o Estaleiro Amur se prepara para assinar um contrato para a construção de seis fragatas para a Frota do Pacífico, provavelmente da classe Almirante Gorshkov. Isso diminuiria a carga em Severnaya Verf, que atualmente é responsável pela construção de todas as fragatas da classe Admiral Gorshkov. No entanto, não houve confirmação oficial do Ministério da Defesa ou do Estaleiro Amur.
Em 17 de agosto de 2022, a United Shipbuilding Corporation declarou que em breve estará pronta para enviar uma proposta de projeto para o Projeto 22350M "Super Gorshkov" ao Ministério da Defesa, com um navio de chumbo já planejado, mas ainda não conhecido publicamente (a partir de agosto 2022).
Em 15 de novembro de 2022, o Diretor Geral da Severnaya Verf Igor Orlov afirmou que o estaleiro estabelecerá cinco fragatas adicionais da classe Almirante Gorshkov. 

## Navios
| Nome                                     | Homônimo                      | Construtores                    | Batimento de quilha     | Lançamento             | Comissionamento        | Frota     | Estado        |
| ---------------------------------------- | ----------------------------- | ------------------------------- | ----------------------- | ---------------------- | ---------------------- | --------- | ------------- |
| Admiral Flota Sovetskogo Soyuza Gorshkov | Sergei Gorshkov               | Severnaya Verf, São Petersburgo | 01 de fevereiro de 2006 | 29 de outubro de 2010  | 28 de julho de 2018    | Norte     | Ativo         |
| Admiral Flota Kasatonov                  | Vladimir Kasatonov            | Severnaya Verf, São Petersburgo | 26 de novembro de 2009  | 12 de dezembro de 2014 | 21 de julho de 2020    | Norte     | Ativo         |
| Admiral Golovko                          | Arseniy Grigoriyevich Golovko | Severnaya Verf, São Petersburgo | 01 de fevereiro de 2012 | 22 de maio de 2020     | 25 de dezembro de 2023 | Norte     | Ativo         |
| Admiral Flota Sovetskogo Soyuza Isakov   | Ivan Stepanovich Isakov       | Severnaya Verf, São Petersburgo | 14 de novembro de 2013  | 27 de setembro de 2024 | 2024                   | Mar Negro | Lançado       |
| Admiral Amelko                           | Nikolai Nikolayevich Amelko   | Severnaya Verf, São Petersburgo | 23 de abril de 2019     |                        | 12/2026                | Pacífico  | Em construção |
| Admiral Chichagov                        | Vasily Yakovlevich Chichagov  | Severnaya Verf, São Petersburgo | 23 de abril de 2019     |                        | 12/2027                | Pacífico  | Em construção |
| Admiral Yumashev                         | Ivan Stepanovich Yumashev     | Severnaya Verf, São Petersburgo | 20 de julho de 2020     |                        | 12/2028                | Mar Negro | Em construção |
| Admiral Spiridonov                       | Emil Nikolayevich Spiridonov  | Severnaya Verf, São Petersburgo | 20 de julho de 2020     |                        | 12/2029                | Pacífico  | Em construção |
| Admiral Gromov                           | Feliks Gromov                 | Severnaya Verf, São Petersburgo |                         |                        |                        | Norte     | Ordenado      |
| Admiral Vysotsky                         | Vladimir Vysotsky             | Severnaya Verf, São Petersburgo |                         |                        |                        | Pacífico  | Ordenado      |

## Variantes
- Projeto 22350 – a versão original que foi encomendada.
- Projeto 22350 atualizado - com 32 células UKSK VLS (para mísseis de cruzeiro) em vez de 16.
- Projeto 22356 – versão de exportação do Projeto 22350, revelado pela primeira vez durante a exposição internacional Euronaval-2010.[47]
- Projeto 22350M - revelado pela primeira vez em 2014, o navio é apelidado de "Super Gorshkov" por seu casco ampliado com um deslocamento aumentado de 8.000 toneladas, mastro piramidal e 64 células VLS  para mísseis de cruzeiro antinavio Kalibr, Oniks e Zircon, sendo desenvolvido para a Marinha Russa.[48] Em 2020, foi relatado que o trabalho de design deveria ser concluído em 2022, após o que um navio principal da classe atualizada foi projetado para ser lançado. Um ano depois, o vice-CEO para construção naval militar da United Shipbuilding Corporation (USC), Vladimir Korolyov, teria dito à agência de notícias TASS que o projeto do navio seria de fato concluído em 2023, com o primeiro navio previsto para ser estabelecido em 2024. Ele disse que 12 navios foram planejados e que deveriam transportar até 64 mísseis de cruzeiro Kalibr, Onyx e Tsirkon junto com o sistema de mísseis de defesa aérea Poliment-Redut, com até 100 mísseis. Os navios também seriam equipados para guerra antissubmarina.[49]